# 高橋直武
高橋 直武（たかはし なおたけ、1869年4-5月（明治2年3月） - 1929年（昭和4年）6月21日）は、大日本帝国陸軍軍人。最終階級は陸軍少将。位階および勲等、軍功は従四位・勲三等・功四級。

## 経歴・人物
新潟県頚城郡高田町（現在の上越市）出身。1891年（明治24年）陸軍士官学校第2期卒業。
1916年（大正5年）11月に陸軍歩兵大佐・中津連隊区司令官を経て、1917年（大正6年）8月に歩兵第14連隊長（第12師団、歩兵第12旅団）に任官し、シベリア出兵に従軍。ハバロフスクおよびブラゴベシチェンスクを占領した。ついで1921年（大正10年）6月に陸軍少将に進級と同時に待命、同年10月に予備役に編入した。

## 親族
- 娘：幸子（陸軍中将・松井太久郎の妻）